# Arrondissement de Portoferraio
L'arrondissement de Portoferraio est un ancien arrondissement intégré dans le département de la Méditerranée. Il fut créé en 1811, dans le cadre de la nouvelle organisation administrative mise en place par Napoléon Ier en Italie et supprimé le 11 avril 1814, après la chute de l'Empire.

## Composition
L'arrondissement de Portoferraio comprenait les cantons de Porto Azzurro et Portoferraio.